# 万国博覧会 (シュトックハウゼン)

シュトックハウゼンの『万国博覧会』は、日本万国博覧会のドイツ館の青い球形の講堂（この写真の右側には見えない）のために書かれた。

短波ラジオ受信機を持った3人の演奏者と映写技師のための『万国博覧会』 (ばんこくはくらんかい、英: Expo)は、ドイツの作曲家カールハインツ・シュトックハウゼンが1969年から1970年にかけて作曲した作品である。

## 概要
万国博覧会は、シュトックハウゼンが「プロセス音楽」と名づけた1960年代後半からの一連の作品群の最後の作品である。これらの作品は、「形式」と「内容」を分離し、演奏者に一連の変換記号を提示して、演奏ごとに大きく変化する素材に適用させるというものである。
「万国博覧会」と関連する3つの作品（6人のための「クルツヴェーレン」、1人の奏者のための「スパイラル」、2人の奏者のための「極」）では、この素材は、短波ラジオ放送から演奏中に自然に引き出されることになっている。主にプラス、マイナス、等号で示されるプロセスが構成を構成し、素材の予測不可能性にもかかわらず、これらのプロセスは、ある演奏から別の演奏へと「同じ」ものとして聞くことができる。
プラス、マイナス、または等号は、あるイベントを繰り返す際に、演奏者が4つの音楽的次元（または「パラメータ」）のうちの1つ（イベントの全体的な長さ、内部の細分化された数、ダイナミック・レベル、またはピッチ・レジスター/レンジ）において、増加、減少、または同じレベルを維持することを示している。これらの次元のどれに影響を与えるかは演奏者に任されているものの、ただし、垂直方向に積み重ねられた記号は異なるパラメータに適用されなければならない。このように不確定要素があるにもかかわらず、例えばプラスの記号を多数使用すると、連続するイベントがより長く、より細かく細分化され、より大きく、より高い音域または広い音域になり、マイナスの記号を多数使用すると逆の効果が得られる。「プロセッション」「クルツヴェーレン」「スパイラル」で使われていた記号に、シュトックハウゼンはいくつかの新しい記号を加えている。

## 作曲の経緯

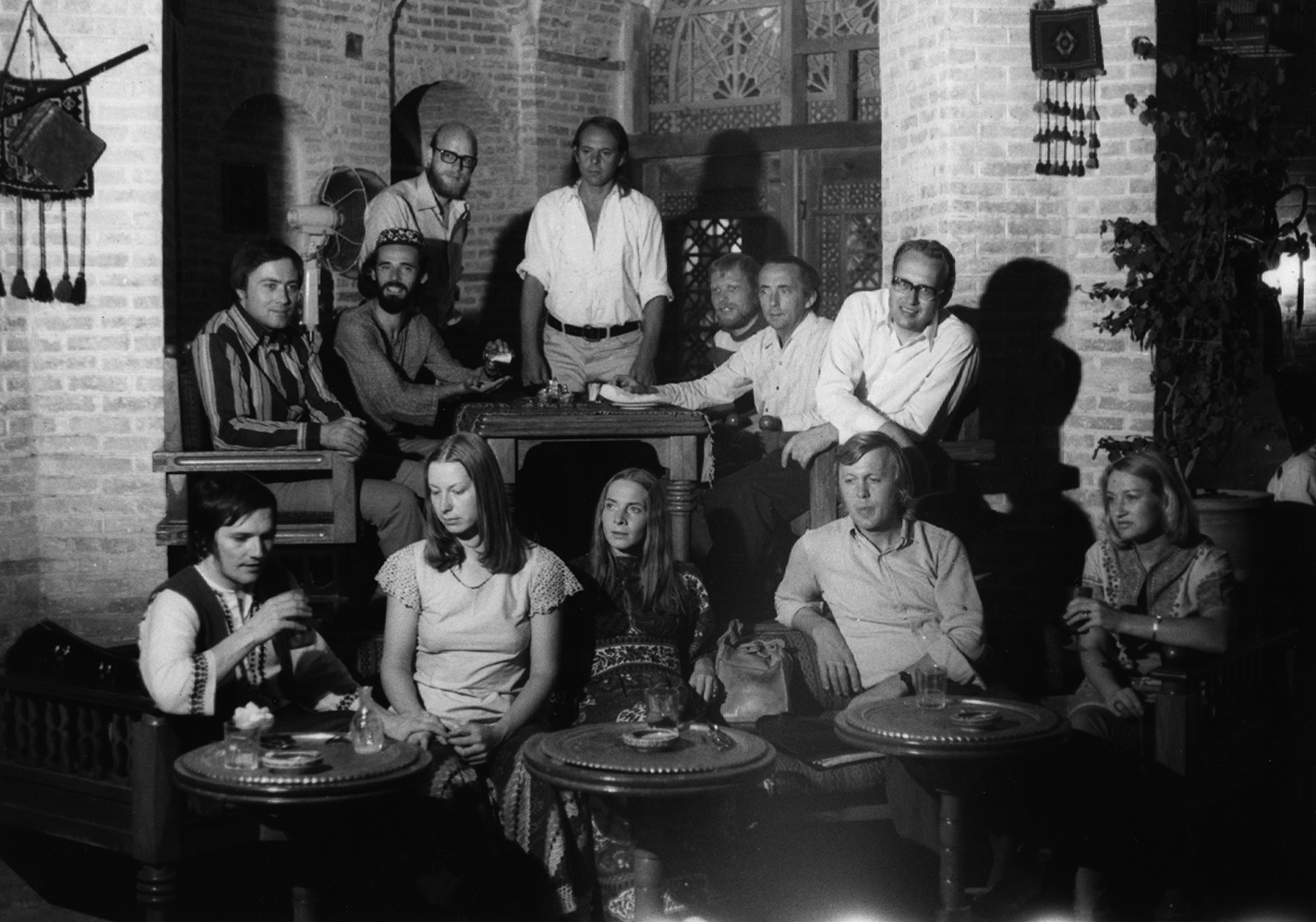
1972年9月、シラーズでのシュトックハウゼン（後ろ、中央）とExpo'70の出演者数名：前列。P.エトヴェシュ、D.フォン・ビール、G.ローデンズ、W.フロム、H.アルブレヒト、2列目左から2番目。H.-A. ビリッグ；右端。C.キャスケル

1968年、西ドイツ万国博覧会委員会はシュトックハウゼンを1970年の大阪万国博覧会のドイツ館の共同制作者として招待した。このプロジェクトには、パビリオンの設計者であるフリッツ・ボルネマン、ベルリン工科大学電子音楽スタジオのディレクターであるフリッツ・ヴィンケル、エンジニアのマックス・メンゲリングハウゼンなどが参加していた。パビリオンのテーマは「音楽の庭」であり、ボーネマンは、広い芝生の下に展示ホールを「植え付け」、その上に連結した講堂を「発芽」させようとしていた。当初、ボルネマンはこのオーディトリアムを、中央にオーケストラの演台を置き、周囲に観客席を配置した円形劇場の形で考えていた。1968年の夏、シュトックハウゼンはボルネマンに会い、この構想を球体の空間に変更するよう説得した。観客を中心に、球体の内壁の「緯度」の異なる7つのリング状にスピーカー群が取り囲むというものである。さらに、シュトックハウゼンも参加して、毎日5時間のプログラムで自分の音楽を披露することになった。シュトックハウゼンの作品は、183日間、毎日5時間半にわたって演奏され、約100万人の聴衆を集めたのである。

## タイトル
『万国博覧会』は、タイトルのとおり、この演奏のために書かれたもので、1969年12月と1970年1月にキュルテンで作曲されたが、当時は「トリオ」という仮題であった。1970年3月14日から9月14日までの間、Expo'70のドイツ館で、作曲者を含む20人の音楽家が毎日演奏し、何度も歌われた。イギリスのグループ「インターモデュレーション」（ロジャー・スマルリー、ティム・スースター、ピーター・ブリットン、ロビン・トンプソン）が何度も演奏し、ラジオ用に録音した。

## 楽曲構成
この曲は、他の曲に比べてよりリラックスした明るい雰囲気の曲で、同期したジェスチャーやキャノンの模倣が異常に多いのが特徴である。この曲は、約135のイベントの連続で構成されており、スコア上では波状の棒線で区切られた2つの大きなセクションに分類されているが、それぞれのセクションは最大2分半の挿入部分で一度中断される。これらの挿入部分は、一方はゆっくり、もう一方は速く、どちらも同期した周期的なビートで特徴づけられている。シュトックハウゼンはこのような作品について、「最初のステップは常に何かを模倣することであり、次のステップは模倣できるものを変化させることである」と説明している。 

## ディスコグラフィー
- Karlheinz Stockhausen: Expo für 3 (Integrale Version in zwei Fassungen). Michael Vetter (voice, recorder, and short-wave radio), Natascha Nikeprelevic (voice and short-wave radio), F. X. Randomiz (lap-top computer system, voice, and short-wave radio). Recorded 12 October 2013 at Sound Studio N, Cologne. CD recording, 1 disc: digital, 12 cm, stereo. Stockhausen Complete Edition CD 104. Kürten: Stockhausen-Verlag, 2014.

### 引用元
- Cott, Jonathan. 1973. Stockhausen: Conversations with the Composer. New York: Simon and Schuster. ISBN 0-671-21495-0.Cott, Jonathan. 1973. Stockhausen: Conversations with the Composer. New York: Simon and Schuster. ISBN 0-671-21495-0.
- Föllmer, Golo. 1996. "Osaka: Technik für das Kugelauditorium." In Musik..., verwandelt. Das Elektronische Studio der TU Berlin 1953–1995, edited by Frank Gertich, Julia Gerlach, and Golo Föllmer, 195–211. Hofheim: Wolke-Verlag. ISBN 3-923997-68-X.
- Kohl, Jerome. 1981. "Serial and Non-Serial Techniques in the Music of Karlheinz Stockhausen from 1962–1968." Ph.D. diss. Seattle: University of Washington.
- Kohl, Jerome. 2010. "A Child of the Radio Age". In Cut & Splice: Transmission, edited by Daniela Cascella and Lucia Farinati, 135–39. London: Sound and Music. ISBN 978-1-907378-03-4.
- Kurtz, Michael. 1992. Stockhausen: A Biography. Translated by Richard Toop. London: Faber and Faber. ISBN 0-571-14323-7.
- Maconie, Robin. 2005. Other Planets: The Music of Karlheinz Stockhausen. Lanham, Maryland, Toronto, Oxford: The Scarecrow Press, Inc. ISBN 0-8108-5356-6.
- Stockhausen, Karlheinz. 1973. Nr 27 Spiral für einen Solisten. (score) UE 14957. Vienna: Universal Edition.
- Stockhausen, Karlheinz. 1978. "Pole für 2 (1969–70) und Expo für 3 (1969–70)". In his Texte zur Musik 4, edited by Christoph von Blumröder, 152. DuMont Dokumente. Cologne: Verlag M. DuMont Schauberg. ISBN 3-7701-0493-5.
- Stockhausen, Karlheinz. 2009. Kompositorische Grundlagen Neuer Musik: Sechs Seminare für die Darmstädter Ferienkurse 1970, edited by Imke Misch. Kürten: Stockhausen-Stiftung für Musik. ISBN 978-3-00-027313-1.
- Wörner, Karl Heinz. 1973. Stockhausen: Life and Work, translated by Bill Hopkins. Berkeley: University of California Press.